# ハッピーエンド物語
『ハッピーエンド物語』（ハッピーエンドものがたり）は宝塚歌劇団の作品。雪組公演。
宝塚の併演作品は『ブルー・ジャスミン』 -砂漠の愛-、東京、中日劇場は『うたかたの恋』。

## 公演期間と公演場所
- 1983年8月11日 - 9月27日　宝塚大劇場
- 1983年12月2日 - 12月28日　東京宝塚劇場
- 1984年2月4日 - 2月13日　名古屋・中日劇場

## 概要
※『宝塚歌劇100年史（舞台編）』の宝塚公演のページを参照。「（）」の人物は宝塚公演の配役。
映画スタジオを舞台に、様々なエピソードをショー形式で描いた作品。大部屋俳優のチャーリー・ドロップリン（麻実れい）が、メアリー・キャラメーズ（遥くらら）という皆の憧れの映画スターに一途に恋をして、最後は結ばれるというストーリー。だが、どこまでが現実で、どこまでが映画の話なのか・・・?。映画と現実、現実と夢、それらがまるで実人生のように絡み合ったショー作品。全体を都会的感覚のコミックで綴っている。

## 宝塚大劇場公演のデータ
形式名は「ショー・コミック」。14場。

### スタッフ（宝塚大劇場公演）
- 作・演出：草野旦
- 音楽：寺田瀧雄、高橋城
- 音楽指揮：橋本和明
- 振付：喜多弘、朱里みさを、名倉加代子、謝珠栄
- 装置：大橋泰弘
- 衣装：任田幾英
- 照明：今井直次
- 音響：松永浩志
- 小道具：万波一重
- 効果：吉田雄二
- 演出助手：正塚晴彦、中村暁、石田昌也
- 制作：武井泰治